# Echiniscus pardalis
Espèce
Echiniscus pardalis est une espèce de tardigrades de la famille des Echiniscidae. 

## Distribution
Cette espèce est endémique du Piémont en Italie. Elle se rencontre dans le parc naturel des Alpes maritimes.

## Publication originale
- Degma & Schill, 2015 : Echiniscus pardalis n. sp., a new species of Tardigrada (Heterotardigrada, Echiniscidae, arctomys group) from the Parco Naturale Delle Alpi Marittime (NW Italy). Zoosystema, no 37, no 1, p. 239-249.